# Kisesa (Mwanza)
Kisesa è una circoscrizione mista (mixed ward) della Tanzania situata nel distretto di Magu, regione di Mwanza. Conta una popolazione di 30 486 abitanti (censimento 2012).